# William Paterson (juge)
Pour les articles homonymes, voir William Paterson (homonymie) et Paterson.
 (décembre 2017).
Si vous disposez d'ouvrages ou d'articles de référence ou si vous connaissez des sites web de qualité traitant du thème abordé ici, merci de compléter l'article en donnant les références utiles à sa vérifiabilité et en les liant à la section « Notes et références ».
William Paterson, né le 24 décembre 1745 dans le comté d'Antrim et mort le 9 septembre 1806 à Albany, est un homme politique et juge américain. Deuxième Gouverneur du New Jersey, il est l'un des signataires de la Constitution des États-Unis et Associate Justice à la Cour suprême des États-Unis. Il a siégé au Sénat des États-Unis en 1789- 1790 mais a démissionné pour prendre ses fonctions de Gouverneur du New Jersey. En 1793 il est nommé par le président George Washington pour exercer les fonctions de juge associé de la Cour suprême. Il a siégé au tribunal jusqu'à sa mort en 1806.
La ville de Paterson est nommée en son honneur.